# Vicia kotschyana
Vicia kotschyana är en ärtväxtart som beskrevs av Pierre Edmond Boissier. Vicia kotschyana ingår i släktet vickrar, och familjen ärtväxter. Inga underarter finns listade i Catalogue of Life.